# Aphanogmus steinitzi
Aphanogmus steinitzi is een vliesvleugelig insect uit de familie van de Ceraphronidae. De wetenschappelijke naam van de soort is voor het eerst geldig gepubliceerd in 1936 door Priesner.